# President's Award for Distinguished Federal Civilian Service

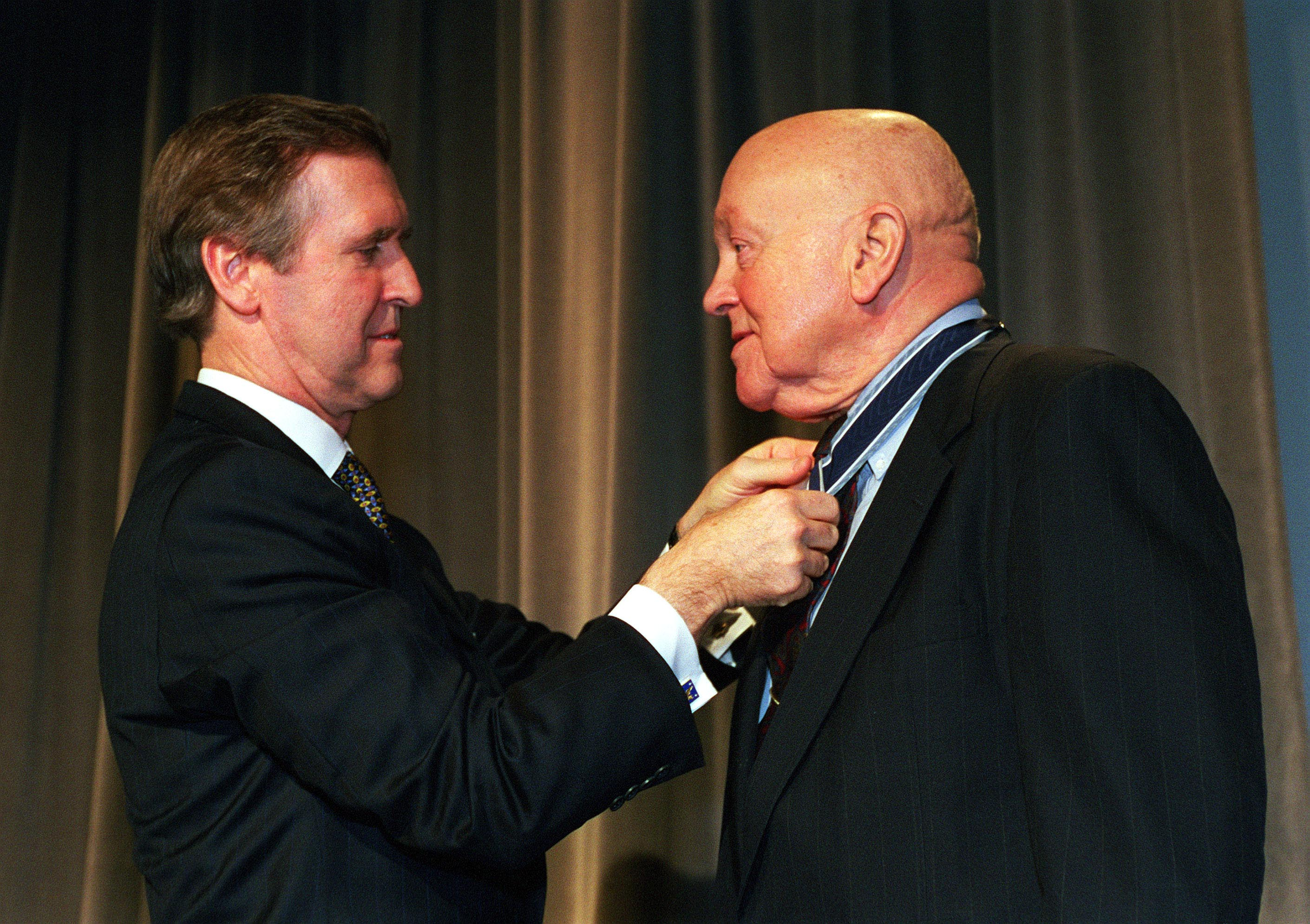
David O. Cooke, Director de Administración y Gestión para el Departamento de Defensa en el Pentágono siendo condecorado

President's Award for Distinguished Federal Civilian Service (en español: Premio del Presidente para el Servicio Civil Federal Distinguido) fue establecido por el presidente Dwight D. Eisenhower el 27 de junio de 1957 por la Orden Ejecutiva 10717,  para permitir al presidente reconocer a los funcionarios civiles o empleados del gobierno federal que han hecho contribuciones «tan sobresalientes, que el funcionario o empleado es merecedor de un reconocimiento público mayor que el que puede ser concedido por el jefe del departamento u organismo en que trabaja».
El presidente John F. Kennedy en la Orden Ejecutiva 10979, ordenó que los potenciales beneficiarios del reconocimiento, sean recomendados al presidente por la Distinguished Civilian Service Awards Board (Junta del Premio al Servicio Civil Distinguido), que también tenía la responsabilidad de recomendar a las personas a las que se concedió la Presidential Medal of Freedom. La Orden Ejecutiva 12014, emitida por Jimmy Carter suprimió la Junta y entregó la responsabilidad de recomendar los beneficiarios al Presidente de la Comisión de Administración Pública de los Estados Unidos. Esta orden ejecutiva fue modificada posteriormente, una vez más por Jimmy Carter, en la Orden Ejecutiva 12107 que nombró al Director de la Oficina de Administración de Personal como la persona responsable de hacer las recomendaciones al presidente.
El President's Award for Distinguished Federal Civilian Service es el máximo reconocimiento que el Gobierno Federal puede conceder a un empleado civil de carrera. El presidente Kennedy limitó el premio a tan solo 5 personas por año.